# Otto Stadie
Otto Stadie (Berlino, 10 marzo 1897 – Velbert, 28 luglio 1977) è stato un infermiere tedesco attivo nel programma di eutanasia nazista Aktion T4.
Durante l'Olocausto nella Polonia occupata tenne il registro dei beni sottratti nel campo di sterminio di Treblinka. Fu condannato nel primo processo di Treblinka del 1965.

## Biografia
Nacque a Berlino, si formò come infermiere in una clinica per malattie veneree della città. Durante la prima guerra mondiale prestò servizio in un'unità medica di fanteria e poi lavorò come infermiere nel sanatorio di Wuhlheide a Berlino. Durante la seconda guerra mondiale face parte del personale medico militare nelle campagne di Polonia e Francia.
Nel 1940 fu assegnato al quartier generale del Führer nell'ambito del piano Aktion T4 e poi trasferito al centro di sterminio di Bernburg per la gasazione dei pazienti ospedalieri.
Dopo l'inizio dell'operazione Barbarossa si recò nell'Est Europa con l'Organizzazione Todt. Arrivò al campo di sterminio di Treblinka nel luglio 1942 all'inizio della Grande Operazione, vi rimase per otto mesi provocando la morte di circa 265.000 detenuti del ghetto di Varsavia prima della fine di settembre. Uno dei suoi compiti fu quello di dire alle persone che arrivavano sui treni al campo che sarebbero state portate a fare la doccia e a cambiarsi prima di salire a bordo di un nuovo convoglio che li avrebbe portati al luogo di lavoro il giorno successivo. Al processo Stadie dichiarò: «Sapevo che era una bugia diabolica, ma mi credevano». Tenne anche il registro dell'oro e dei diamanti sottratti, in quanto "braccio destro" di Kurt Franz e del comandante del campo, supervisionando gli uomini Trawniki che svolgevano lo stesso ruolo.
Fu trasferito nella riserva di Lublino nel luglio 1943 prima della rivolta dei prigionieri di Treblinka. Nel 1944 fu inviato come assistente di Franz Stangl a Trieste, dove si stava allestendo il centro di sterminio Risiera di San Sabba.
Stadie fu catturato dagli statunitensi nel 1945 e rilasciato in Italia come persona non particolarmente rilevante.

### Processo e condanna
Per i successivi 20 anni Stadie visse a Nordenau, nella Germania occidentale, dove gestì un negozio di souvenir. Fu arrestato nel 1965 grazie alle nuove prove presentate dall'Institut für Zeitgeschichte. Processato a Düsseldorf durante il primo processo contro le SS di Treblinka, fu condannato a sette anni di reclusione. Morì nel 1977 all'età di 80 anni.